# Rudolf von Schön
Pour les articles homonymes, voir Schön.
 (mai 2023).
La mise en forme du texte ne suit pas les recommandations de Wikipédia : il faut le « wikifier ».
Les points d'amélioration suivants sont les cas les plus fréquents. Le détail des points à revoir est peut-être précisé sur la page de discussion.
- Les titres sont pré-formatés par le logiciel. Ils ne sont ni en capitales, ni en gras.
- Le texte ne doit pas être écrit en capitales (les noms de famille non plus), ni en gras, ni en italique, ni en « petit »…
- Le gras n'est utilisé que pour surligner le titre de l'article dans l'introduction, une seule fois.
- L'italique est rarement utilisé : mots en langue étrangère, titres d'œuvres, noms de bateaux, etc.
- Les citations ne sont pas en italique mais en corps de texte normal. Elles sont entourées par des guillemets français : « et ».
- Les listes à puces sont à éviter, des paragraphes rédigés étant largement préférés. Les tableaux sont à réserver à la présentation de données structurées (résultats, etc.).
- Les appels de note de bas de page (petits chiffres en exposant, introduits par l'outil «  Source ») sont à placer entre la fin de phrase et le point final[comme ça].
- Les liens internes (vers d'autres articles de Wikipédia) sont à choisir avec parcimonie. Créez des liens vers des articles approfondissant le sujet. Les termes génériques sans rapport avec le sujet sont à éviter, ainsi que les répétitions de liens vers un même terme.
- Les liens externes sont à placer uniquement dans une section « Liens externes », à la fin de l'article. Ces liens sont à choisir avec parcimonie suivant les règles définies. Si un lien sert de source à l'article, son insertion dans le texte est à faire par les notes de bas de page.
- La présentation des références doit suivre les conventions bibliographiques. Il est recommandé d'utiliser les modèles {{Ouvrage}}, {{Chapitre}}, {{Article}}, {{Lien web}} et/ou {{Bibliographie}}. Le mode d'édition visuel peut mettre en forme automatiquement les références.
- Insérer une infobox (cadre d'informations à droite) n'est pas obligatoire pour parachever la mise en page.

Pour une aide détaillée, merci de consulter Aide:Wikification.
Si vous pensez que ces points ont été résolus, vous pouvez retirer ce bandeau et améliorer la mise en forme d'un autre article.
Rudolf Karl Leopold von Schoen (né le 6 octobre 1810 à Friedrichsgabe (de) et mort le 8 septembre 1891 à Berlin) est un général de cavalerie prussien.

## Biographie
Il est le fils de Ferdinand Leopold von Schoen (1774-1851), lieutenant-colonel prussien, et sa femme née von Stenzler.
Schoen étudie le droit à l'Université Georges-Auguste de Göttingen, à l'Université rhénane Frédéric-Guillaume de Bonn et à l'Université Albertus de Königsberg. Il est membre du Corps Borussia Göttingen (1825) et du Corps Littuania (1829),. Schoen s'engage le 15 novembre 1829 en tant que volontaire d'un an dans le 3e régiment de cuirassiers de l'armée prussienne. Il y est promu le 12 novembre 1831 au grade d'enseigne portepee et le 15 août 1832 sous-lieutenant. Après avoir été affecté à l'escadron d'instruction en 1841, puis à nouveau en tant qu'instructeur auxiliaire en 1844, il est promu premier-lieutenant le 15 février 1845. À partir du 17 juillet 1845, il est instructeur d'équitation au sein de l'escadron d'instruction et retourne au 3e régiment de cuirassiers lors de la dissolution de celui-ci le 26 mai 1849. Il est ensuite commandé le 9 octobre 1849 en tant que professeur à la nouvelle école d'équitation militaire de Schwedt et est promu au grade de Rittmeister le 22 avril 1851, tout en restant dans son commandement, mais est en même temps agrégé au 2e régiment de cuirassiers. Avec sa promotion au grade de major, il devient également chef d'escadron dans le 2e régiment de dragons (pl), mais passe ensuite le 1er novembre 1856 au 6e régiment d'uhlans (de) en tant qu'officier d'état-major titulaire. Le 12 mars 1859, Schoen est chargé de commander le 5e régiment de cuirassiers et le 11 juin de la même année, il est nommé commandant du régiment. Il est promu lieutenant-colonel le 1er juillet 1860 et colonel le 18 octobre 1861. Schoen est décoré de l'ordre de Sainte-Anne de 2e classe avec couronne le 11 novembre 1862. Le 3 mars 1866, il devient commandant de la 10e brigade de cavalerie (de) à Posen. À ce titre, il participe à la bataille de Sadowa et à la bataille de Tobitschau en 1866 lors de la guerre contre l'Autriche. Le 6 septembre 1866, il est affecté au service de la remontée du ministère de la Guerre et, le 20 septembre, il est décoré de l'ordre de la Couronne de 2e classe avec épées pour ses services pendant la guerre. La même année, le 3 novembre, il est nommé inspecteur de la remontée. Schoen participe à la guerre contre la France en 1870/71. Le 20 juillet 1870, il est promu lieutenant général et le 29 mars 1871, il reçoit l'étoile de l'ordre de la Couronne de 2e classe. En dernier lieu, il reçoit l'ordre de l'Aigle rouge de 1re classe le 18 janvier 1874. Le 19 août 1875, il est finalement mis à disposition avec attribution du caractère de général de cavalerie avec pension. 
Il est enterré le 11 septembre 1891 au cimetière militaire de Hasenheide.